# Gustav Müller (Politiker, 1908)
Gustav Müller (* 26. Oktober 1908 in Gumbinnen; † 8. Oktober 1973 in Georgsmarienhütte) war ein deutscher Politiker (GB/BHE).

## Leben
Müller besuchte von 1914 bis 1923 die Realschule seines Heimatortes und machte anschließend eine Lehre zum Bäcker. 1926 bestand er die Gesellenprüfung und hatte seine Gesellenzeit bei der Bäckerinnung Gumbinnen. Im März 1930 bestand er die Meisterprüfung im Bäckerhandwerk bei der Handwerkskammer Gumbinnen. Zum 1. November 1930 trat er in die NSDAP ein (Mitgliedsnummer 367.277). Vom 16. November 1931 bis 30. Juni 1938 war er als selbständiger Bäcker tätig. 1933 war Müller in der DAF und in der Reichsgruppe Handwerk sowie 1935 in der NSV. Zudem war Müller Kreishandwerksmeister und vom 1. Oktober 1933 bis 1. Juli 1938 Vorsitzender der Kreishandwerkerschaft Gumbinnen, Kreishauptstellenleiter Handwerk der NSDAP und Kreishandwerksleiter der DAF sowie vom 1. Juli 1938 bis 30. Juni 1939 war er Geschäftsführer der Handwerkskammer Königsberg. Als Geschäftsführer der Kreishandwerkerschaften war er auch Allenstein und Neidenburg tätig. Von 1939 bis 1945 nahm Müller als Stabsgefreiter im Funkmeldedienst bei der Luftwaffe am Zweiten Weltkrieg (Überfall auf Polen, Westfeldzug) teil und geriet danach in englische Kriegsgefangenschaft (POW Camp 2375 vom 13. Mai bis 15. Dezember 1945).
Ab 1946 betätigte er sich als Flüchtlingsbetreuer. Er war Mitbegründer des Bundes vertriebener Deutscher im Raum Osnabrück. Im Jahr 1948 wurde er Mitglied des Kreistages und Ratsmitglied seines Wohnortes. Vom Entnazifizierungs-Hauptausschuss Osnabrück wurde er am 22. Oktober 1948 in Kategorie IV als Unterstützer des Nationalsozialismus entnazifiziert. In der zweiten und dritten Wahlperiode war er Mitglied des Niedersächsischen Landtages, dem er somit vom 25. November 1953, als er für Maximilian Teschner nachrückte, bis zum 5. Mai 1959 angehörte.